# Edmund Morel (Ingenieur)

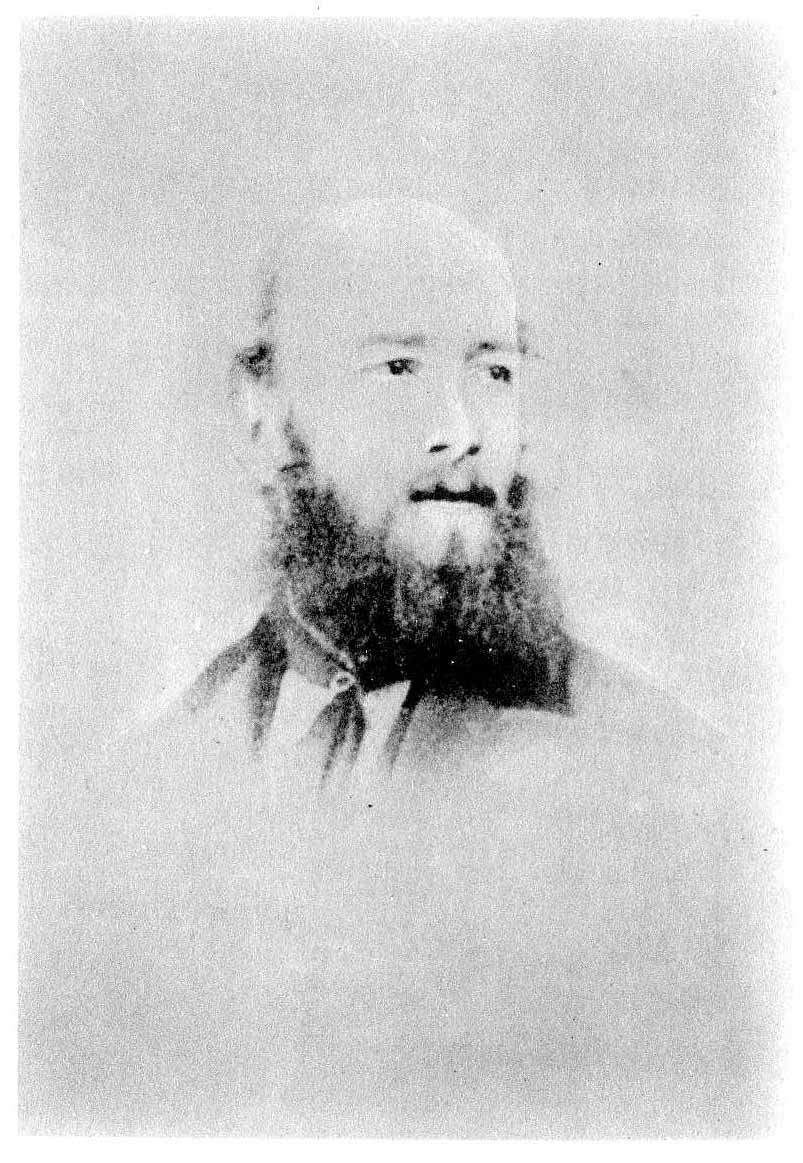
Edmund Morel

Edmund Morel (geb. 17. November 1840 in London; gest. 5. November 1871 in Yokohama) war ein britischer Eisenbahningenieur. Er war in mehreren Ländern tätig, darunter Neuseeland, Australien und Japan. Die japanische Regierung berief ihn als Kontraktausländer, um den Bau der ersten Bahnstrecke des Landes zu begleiten und zu überwachen. Er hatte maßgeblichen Einfluss auf die Entwicklung des Schienenverkehrs in Japan zu Beginn der Meiji-Zeit.

## Biografie
Morel war der Sohn eines Weinhändlers und wuchs im Londoner Stadtteil Notting Hill auf. Er studierte Bauingenieurwesen am King’s College London, machte dort aber keinen Abschluss. Grund dafür waren Lungenkrankheiten, die ihn zu zahlreichen Absenzen zwangen und ihn sein Leben lang begleiteten. Da die schlechte Londoner Luft seiner Gesundheit abträglich war, wanderte er 1862 aus. Bis 1863 war er in Australien an mehreren Hafen-, Straßen- und Bahnbauten beteiligt, die nächsten beiden Jahre in Neuseeland. 1865 heiratete er Harriet Wynder, im selben Jahr wurde er in die Institution of Civil Engineers aufgenommen. 1867 arbeitete er auf der Insel Labuan in der britischen Kolonie Nord-Borneo als Chefingenieur eines Kohlebergwerks und einer Grubenbahn. 1869 war er wieder in Australien.
Anfang 1870 erreichte ihn die Nachricht, dass die japanische Regierung ihn auf Empfehlung des britischen Botschafters Harry Smith Parkes zum Chefingenieur der ersten Bahnstrecke zwischen Tokio und Yokohama ernannt hatte. Zwei Wochen nach seiner Ankunft in Yokohama begann Morel am 25. April 1870 mit der Vermessung der Strecke und der Überwachung der Erdarbeiten. Als Endpunkte bestimmte er Shimbashi in Tokio und Sakuragichō in Yokohama. Ob er es war, der die Kapspur von 1067 mm als japanische Standardspurweite festlegte, lässt sich nicht mit Sicherheit sagen. Möglich ist es, zumal er vorher in Neuseeland an Strecken mit derselben Spurweite gebaut hatte, die für ein ähnlich gebirgiges Land wie Japan geeignet schien.
Morel bildete die Japaner in allen Bereichen des Eisenbahnbaus aus. Bei schlechtem Wetter lud er die Vorarbeiter zu sich nach Hause ein, um sie dort weiter zu unterrichten. Die Lokomotiven und Schienen mussten aus Großbritannien importiert werden. Gleiches war auch für Bahnschwellen vorgesehen, die zudem aus Eisen gefertigt werden sollten. Britische Experten waren davon ausgegangen, dass hölzerne Schwellen im feuchten Klima rasch unbrauchbar würden. Morel intervenierte und wies erfolgreich darauf hin, dass Japan eine jahrhundertealte Tradition der Holzverarbeitung besitze und bewährte Konservierungsmethoden zur Verfügung stünden. Dadurch konnten die Baukosten erheblich gesenkt werden.

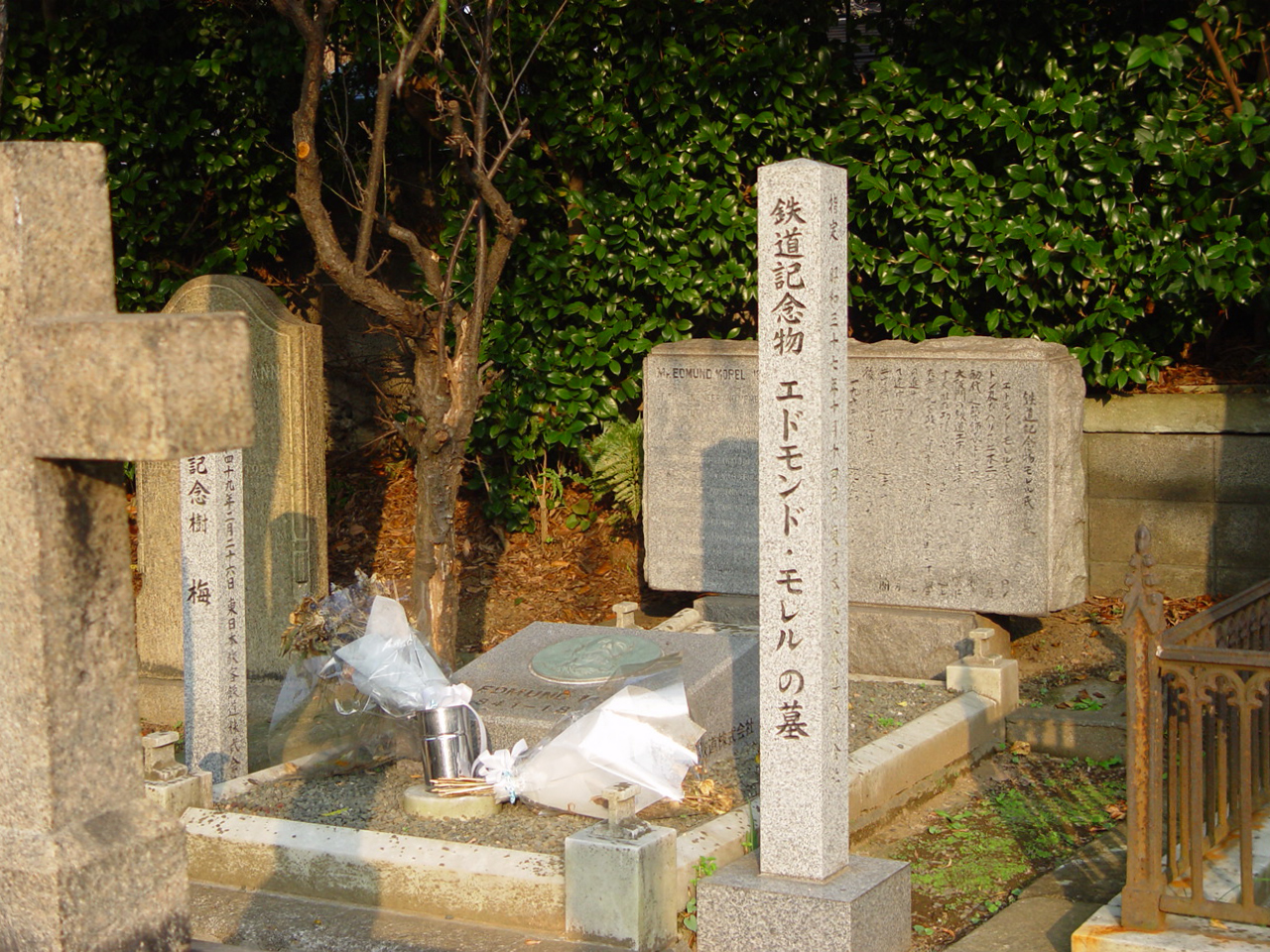
Morels Grab

Den einflussreichen Politikern (und späteren Premierministern) Itō Hirobumi und Ōkuma Shigenobu gab Morel Ratschläge, wie der Aufbau einer eigenständigen japanischen Bahnindustrie umgesetzt werden sollte. Im Mai 1870 schlug er vor, die Aufsicht über Eisenbahnbau und andere Infrastrukturvorhaben aus dem Finanzministerium auszugliedern und stattdessen ein spezialisiertes Ministerium zu schaffen. Das neue Ministerium für öffentliche Arbeiten (Kōbu-shō) nahm am 20. Oktober desselben Jahres seine Arbeit auf. Es setzte einen weiteren Vorschlag Morels um und gründete im März 1871 eine Ingenieurschule.
Wegen seiner zurückhaltenden und respektvollen Art war Morel bei den Japanern hoch angesehen. Im September 1871 erhielt er von Kaiser Meiji ein Dankesschreiben und eine Belohnung von 1000 Ryō (damals rund 1000 Pfund). Sein Gesundheitszustand verschlechterte sich zusehends. Ende Oktober bat er um eine Versetzung nach Indien, die ihm die Regierung auch gewährte. Schließlich starb er am 5. November 1871 an Tuberkulose. Seine Ehefrau starb einen Tag später. Das gemeinsame Grab im Ausländerfriedhof von Yokohama wurde 1962 zum Japanischen Eisenbahndenkmal erklärt. Trotz seiner kurzen Wirkungszeit hatte Morel einen nachhaltigen Einfluss auf das japanische Eisenbahnwesen.